# Аксум (город)

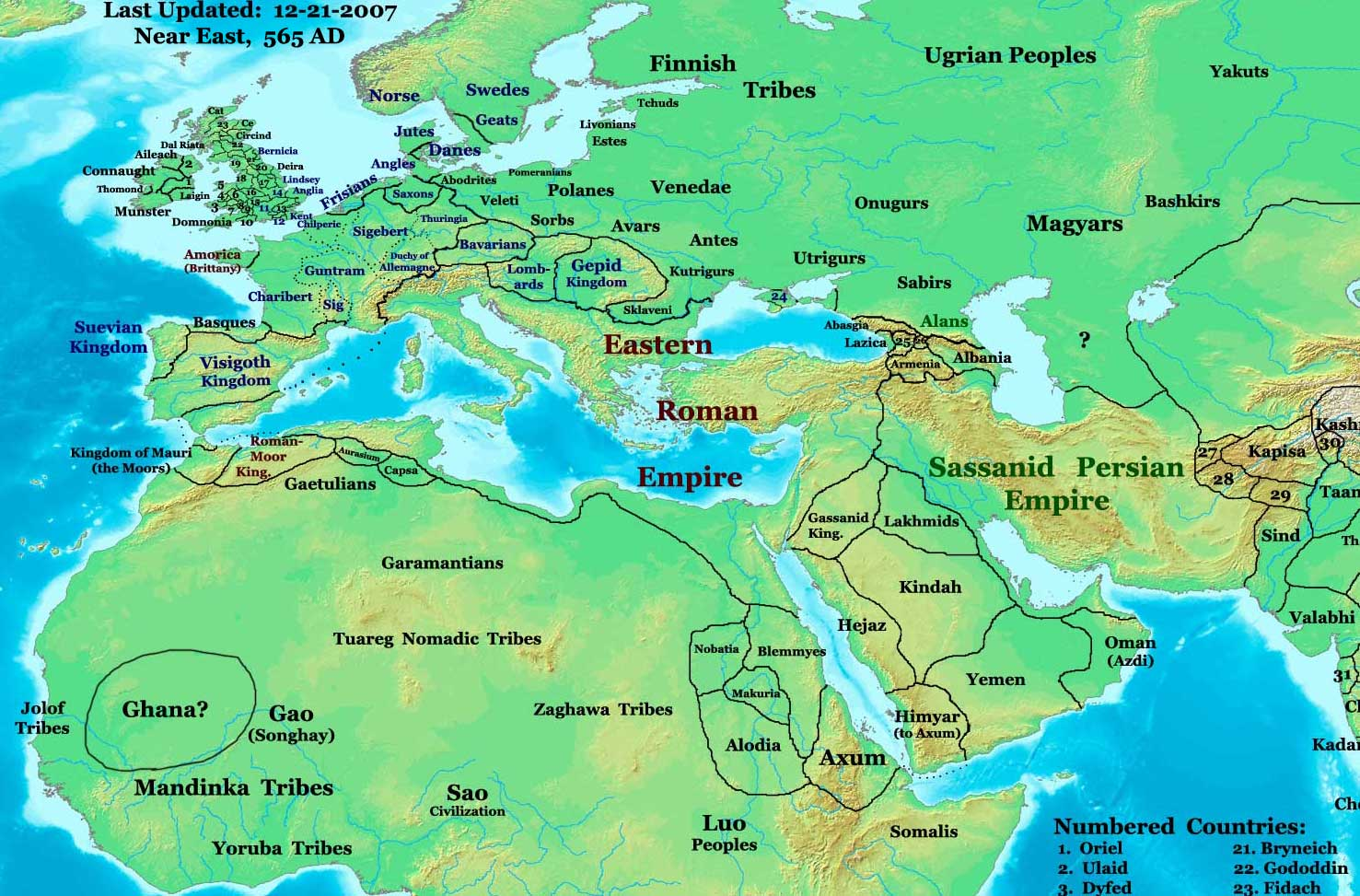
Ближний Восток в 565 году н. э., с изображением Аксума и соседних государств

Аксу́м (амх. አክሱም) — город на севере Эфиопии, давший имя Аксумскому царству, морской и торговой державе, которая доминировала в этом регионе примерно с 400 года до н. э. до X века н. э. Средневековые источники иногда ссылались на это царство как на «Эфиопию».
Находясь в Центральной зоне (мехакеленью) региона Тыграй у основания гор Адуа, город расположен на высоте 2130 метров над уровнем моря. Он был центром Аксумского царства.
В окрестностях Аксума находится Аксумский аэропорт (Код ICAO HAAX, IATA — AXU).
Высоко оценивая их историческую ценность, в 1980 году ЮНЕСКО включило археологические объекты Аксума в список объектов мирового исторического наследия.

## История
Считается, что после VII века начался постепенный упадок Аксумского царства, частично из-за перехвата основных торговых путей мусульманами. Со временем Аксум был отрезан от своих основных рынков в Александрии, Византии и Южной Европе, а его место в торговых связях заняли торговцы-арабы. Аксумское царство оказалось также в тяжелом религиозном противостоянии с исламским миром. Со временем аксумиты были оттеснены к югу, и их цивилизация пришла в упадок. Вместе с ослаблением мощи царства падало и влияние города, который, как считают, потерял своё население подобно Вавилону и другим городам, оказавшимся на обочине мировых событий. Последний известный (номинальный) царь был коронован примерно в X веке, но влияние и мощь царства угасли задолго до того.
Снижение численности населения города и уменьшение объёмов торговли способствовали переносу центра власти Эфиопской империи, который сместился дальше от побережья, передав по наследству название Эфиопия более южному региону, а со временем — и современному государству.

## Аксумское царство и эфиопская церковь
У царства Аксум был собственный письменный язык геэз, а также характерная архитектура, примером которой служат гигантские обелиски, самый древний из которых (хотя и гораздо меньших размеров) может относиться ещё ко 2 тысячелетию до н. э. Царь Эзана принял христианство в IV веке, приняв при крещении имя Абреха.
Эфиопская церковь утверждает, что в церкви Девы Марии Сионской в Аксуме находится библейский Ковчег завета, в котором лежат Скрижали Завета с высеченными на них Десятью заповедями. В этой церкви веками совершались коронования эфиопских императоров от Фасиледэса, а затем от Йоханныса IV и до падения монархии (1974 год). Аксум считается святым городом и важнейшим местом паломничества. Значительными религиозными праздниками являются празднование тимкета (T’imk’et Festival) (Богоявление) 7 января и праздник Св. Девы Марии Сионской (Festival of Maryam of Zion) в конце ноября.
В 1937 году 24-метровый 1700-летний Аксумский обелиск, был разрезан на три части итальянскими солдатами и вывезен в Рим. Этот обелиск считался одним из лучших инженерных достижений времен Аксумского царства. Вопреки рекомендации ООН (1947 год), Италия воспротивилась возвращению обелиска, что вызвало длительный дипломатический спор. Эфиопия считает обелиск национальным достоянием. В апреле 2005 года Италия вернула обелиск в Аксум и оплатила расходы по перевозке в размере 4 млн долларов. ЮНЕСКО взялось за повторную установку стелы. В июле 2008 года нижняя часть обелиска была установлена (см. панорамные фотографии по ссылкам ниже).

## Климат
| Показатель                    | Янв. | Фев. | Март | Апр. | Май  | Июнь | Июль  | Авг.  | Сен. | Окт. | Нояб. | Дек. | Год   |
| ----------------------------- | ---- | ---- | ---- | ---- | ---- | ---- | ----- | ----- | ---- | ---- | ----- | ---- | ----- |
| Средний суточный максимум, °C | 25,9 | 27,2 | 28,6 | 29,4 | 28,8 | 27,0 | 22,5  | 22,3  | 24,8 | 26,3 | 26,8  | 25,7 | 26,2  |
| Средняя температура, °C       | 16,7 | 17,8 | 19,7 | 21,1 | 20,8 | 19,7 | 17,3  | 17,4  | 18,0 | 17,9 | 17,4  | 16,2 | 18,3  |
| Средний суточный минимум, °C  | 7,5  | 8,4  | 10,8 | 12,7 | 12,9 | 12,4 | 12,0  | 12,6  | 11,1 | 9,6  | 8,0   | 6,7  | 10,4  |
| Норма осадков, мм             | 0,7  | 5,0  | 13,4 | 22,8 | 39,0 | 53,7 | 184,4 | 179,0 | 53,7 | 10,1 | 19,9  | 3,2  | 584,9 |
| Источник: ,                   |      |      |      |      |      |      |       |       |      |      |       |      |       |

## Аксум и ислам
Связи Аксума с исламом восходят ко времени его зарождения. Согласно Ибн Хишаму, когда Мухаммед подвергался преследованиям со стороны своих соплеменников, он отослал небольшую группу мусульман, в том числе свою дочь Рукайю и её мужа Усмана в Аксум. Царь Асхама ибн Абджар предоставил им убежище и защиту, отказав роду Курайш в их требовании отослать беглецов обратно в Аравию. Беженцы вернулись лишь на шестом году Хиджры (628 год), и даже после этого многие остались в Эфиопии, со временем обосновавшись в Негаше (англ.) в восточном Тыграе.
Существуют разные предания о влиянии этих первых мусульман на правителя Аксума. Мусульманское предание гласит, что эти беженцы произвели столь сильное впечатление на правителя Аксума, что он тайно принял ислам. С другой стороны, в одном эфиопском предании рассказывается, что беженцы-мусульмане приняли православие, став первыми известными обращёнными из ислама в христианство. Есть и другое предание о том, что после смерти Асхамы ибн Абджара Мухаммед, как говорят, молился о душе царя и сказал своим последователям: «Оставьте абиссинцев в покое, пока они не нападают».

## Население
По данным Центрального статистического агентства Эфиопии на 2012 год население Аксума составляет 56 576 человек, из них 26 283 мужчины и 30 293 женщины. По данным переписи 2007 года население составляло 44 647 человек, из них 20 741 мужчина и 23 906 женщин. 88,03 % населения были приверженцами эфиопской православной церкви; 10,89 % — мусульмане.
По данным переписи 1994 года население города насчитывало 27 148 человек. Преобладающей этнической группой на тот период времени были тиграи, которые составляли 98,54 % населения. Язык тигринья назвали родным 98,68 % населения. 85,08 % населения были православными христианами и 14,81 % — мусульманами.

## Достопримечательности
Главными аксумскими памятниками в городе являются стелы. Самое большое их число лежат в Северном парке стел. Обелиски разных размеров, самая крупная — лежащая Большая стела высотой 33 метра, которая, как считается, упала во время сооружения. Самой высокой является 24-метровая Стела царя Эзаны. Ещё одна стела, Аксумский обелиск, похищенная итальянской армией, была возвращена в Эфиопию только в 2005 году, и по состоянию на июль 2008 года находится в процессе установки. Считается, что стелы отмечают могилы. По бокам у них были прикреплены литые металлические диски с резными архитектурными формами. Стелы Гудит к западу от города, в отличие от северного участка, перемежаются могилами в основном IV века.
Среди других достопримечательностей города — церковь Святой Марии Сионской, построенная в 1665 году, в которой, как говорят, хранится Ковчег завета (одноимённая известная церковь XII века с тем же именем находится по соседству), археологический и этнографический музеи, камень Эзаны с надписями на сабейском языке, языке гэз и древнегреческом языке, подобно Розеттскому камню, могила царя Базена — (древнейший мегалит), так называемая Купальня царицы Савской, фактически — хранилище для воды, дворцы Тааха Марьям IV века и Дунгур VI века, монастыри Абба-Панталевон и Абба-Ликанос и петроглиф Львицы из Гобедры.
Местная легенда утверждает, что в городе жила сама Царица Савская.

## Города-побратимы
- Денвер, США (с 1995 года)

## Галерея

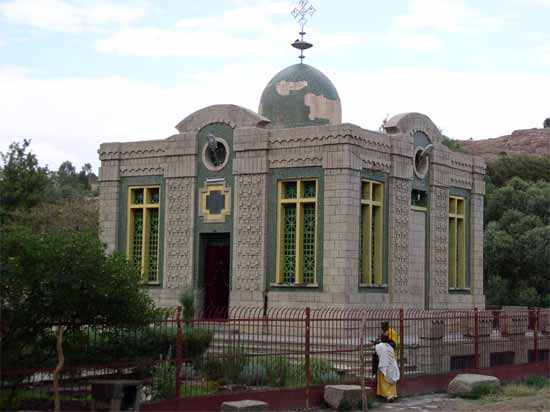
Часовня Ковчега
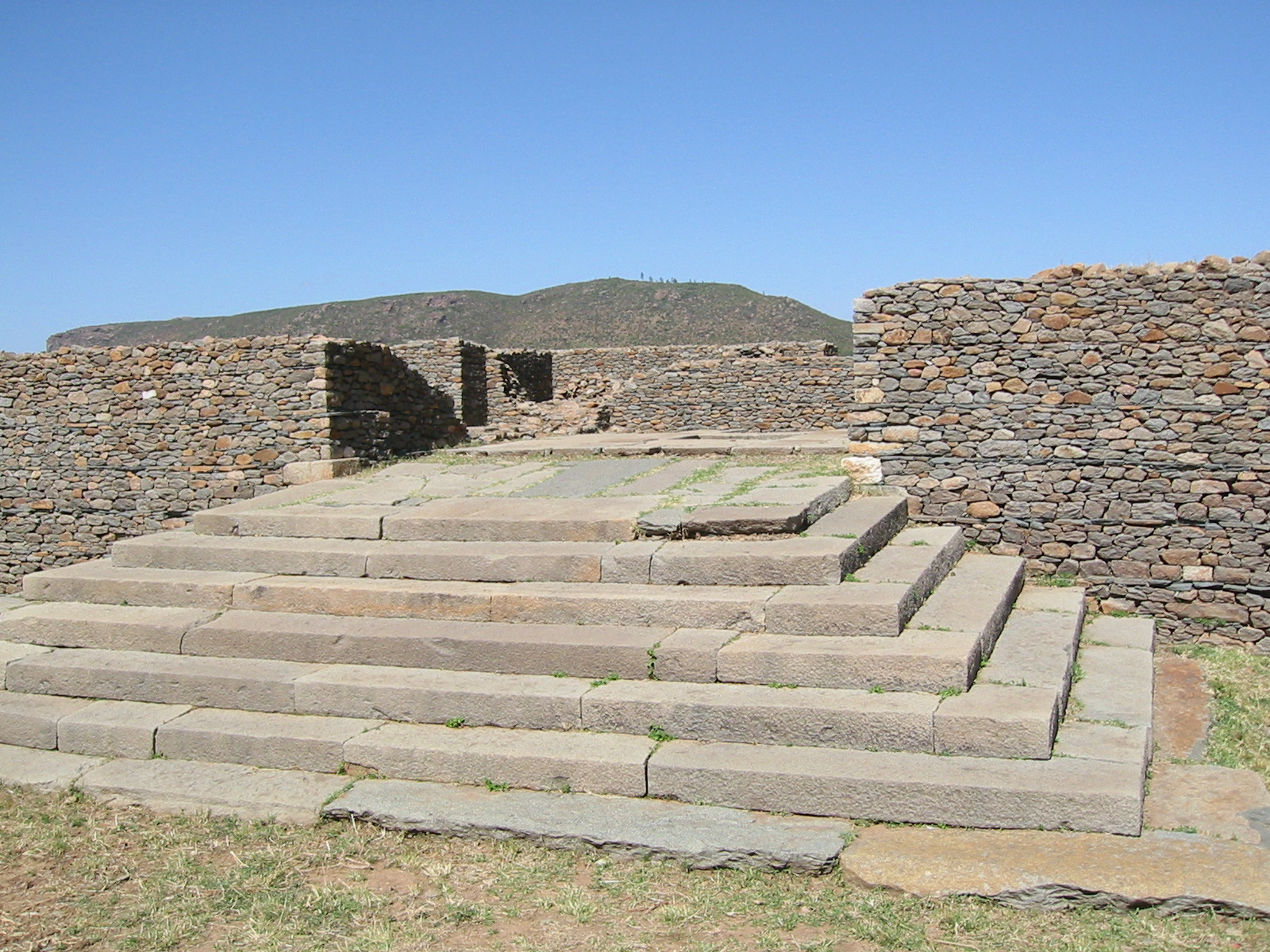
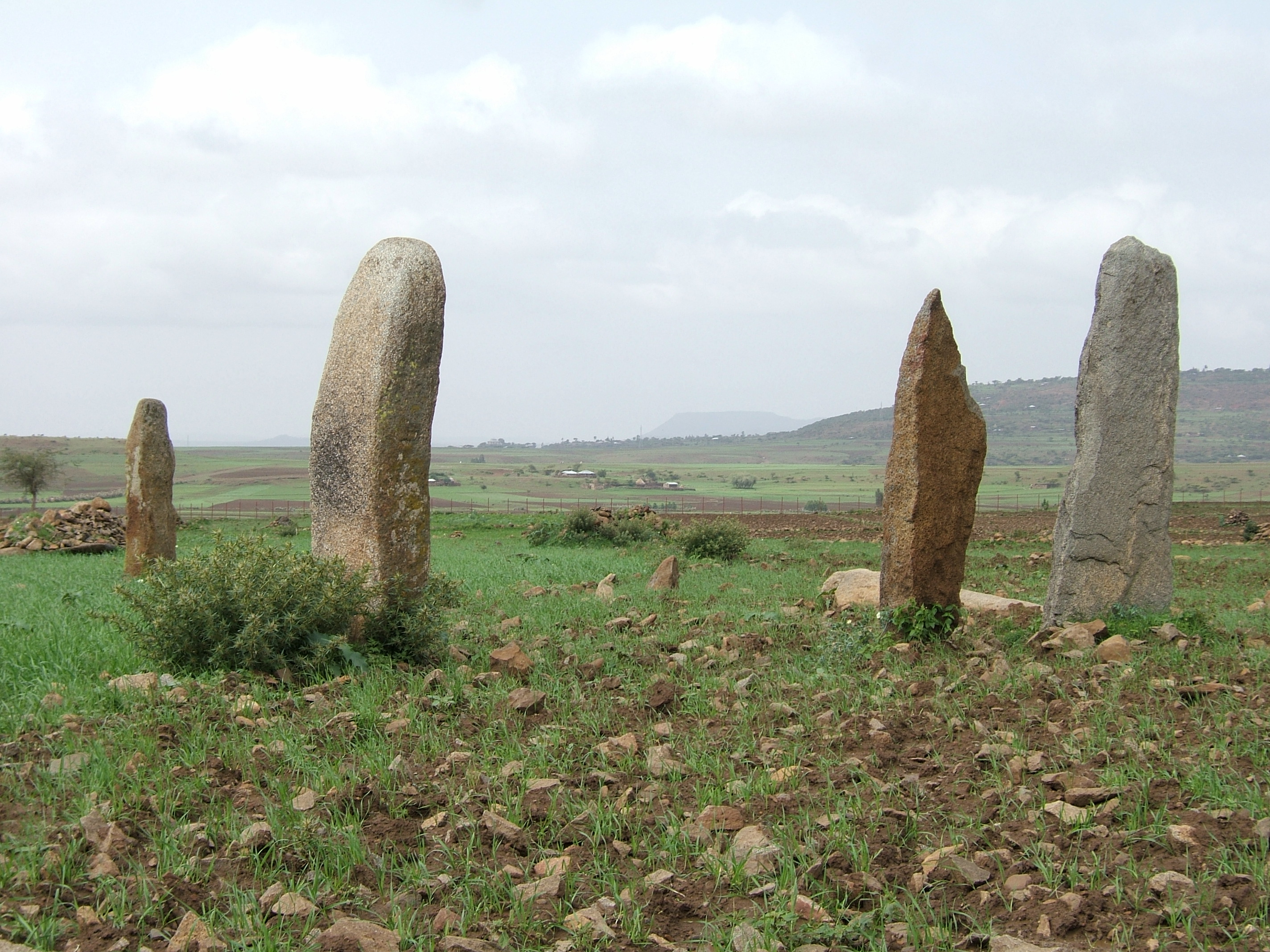
Аксумские стелы
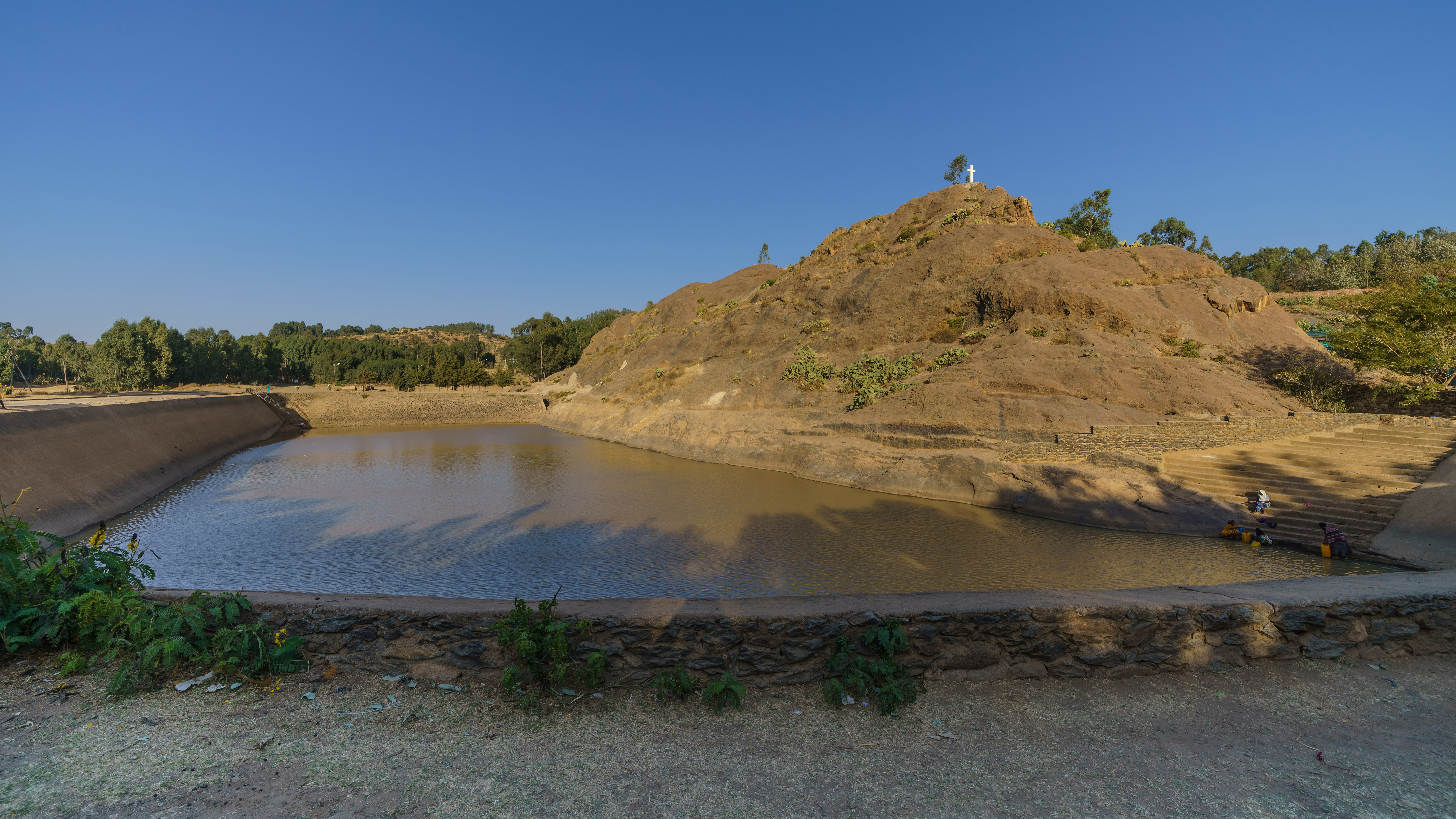
«Купальня царицы Савской» в Аксуме